# Ларрі Девід
Лоуренс Джін Девід (англ. Lawrence Gene "Larry" David; 2 липня 1947 Бруклін, Нью-Йорк, США) — американський гуморист, письменник, актор, сценарист і телевізійний продюсер. Разом із Джеррі Сайнфелдом автор ідеї телесеріалу «Сайнфелд», для якого Ларрі також був основним автором сценарію та виконавчим продюсером із 1989 по 1997 рік. Відтак Ларрі Девід набував усе більшої популярності завдяки телесеріалу HBO «Угамуй свій запал», для якого він став автором ідеї, і де зіграв напів-видуману версію самого себе.
Завдяки свої роботі Ларрі Девід виграв премію «Еммі» за найкращий комедійний серіал 1993 року. Бувши в минулому стенд-ап-коміком Ларрі Девід розпочав кар'єру телегумориста, пишучи сценарій та граючи в телесеріалі ABC «П'ятниці», та короткий час пишучи для «Суботнього вечора наживо». Ларрі Девід виграв дві прайм-тайм премії «Еммі», а також здобув 23 місце за голосуванням колег-гумористів у списку найкращих комедійних зірок усіх часів в британському опитуванні 2004 року «Гуморист гумористів».

## Життєпис
Девід народився в сім'ї євреїв в Брукліні, Нью-Йорк. Закінчив середню школу «Sheepshead Bay», а потім Мерілендський університет зі ступенем бакалавра історії (1969), та бакалавра бізнесу (1970). Після закінчення університету він був зарахований в резерв Армії США на три роки.
Девід одружився з Лорою Леннард 31 березня 1993 року. У них народилося дві дочки, Кеззі та Ромі. З травня 2005 року Ларрі і Лорі ведуть блог в «The Huffington Post». 5 червня 2007 року пара оголосила про рішення жити окремо. 13 липня 2007 року Лорі Девід подала на розлучення, в зв'язку з непримиренними розбіжностями.

## Кар'єра

### Нагороди
- Прайм-тайм премії Еммі в номінації «Кращий сценарій — комедійний серіал» (1991—1994) — «Сайнфелд».
- Прайм-тайм премії Еммі в номінації «Кращий сценарій — комедійний серіал» (1993) — «Сайнфелд» — епізод «The Contest».
- Премія Еммі в номінації «Видатний комедійний серіал» — «Сайнфелд».
- Номінація на Золотий глобус — «Краща чоловіча роль в серіалі або мюзиклі» (2002, 2004, 2005) — «Стримай свій ентузіазм».
- Номер 23 в опитуванні «Найкращий комік».[11]
- Прайм-тайм премії Еммі в номінації «Кращий актор — комедійний серіал» (2003, 2004, 2006, 2010) — «Стримай свій ентузіазм».